# Vejcožrout africký
Vejcožrout africký (Dasypeltis scabra) je druh hada z čeledi užovkovitých (Colubridae) a rodu vejcožrout (Dasypeltis). Druh popsal Carl Linné roku 1758. Areál výskytu tohoto druhu se podle tradičního pohledu táhne od Egypta až do Jihoafrické republiky. Izolované populace zasahují až na Arabský poloostrov. Pro přesné vytyčení areálu výskytu je nicméně nutný další výzkum taxonomických a distribučních rozdílů v rodu Dasypeltis, některé populace považované za vejcožrouta afrického totiž mohou být ve skutečnosti jinými druhy.
Vejcožrout africký se může vyskytovat v různorodých biotopech, od suchých areálů po lesy. Aktivní je především v noci. Je to menší druh hada s úzkou hlavou, měří na délku 60 až 110 cm. Zbarvení může být variabilní a je doplněné skvrnami. Vejcožrout africký je známý pro svou úzkou potravní specializaci, živí se totiž výhradně ptačími vejci. Vykrmuje se během období, kdy ptáci hnízdí, a během zbytku roku pak nemusí přijímat potravu. Velcí dospělci mohou pozřít až vejce do velikosti slepičího. Pro konzumaci takto velké tuhé potravy se hadovi vyvinuly pružné čelisti se zakrnělými zuby, díky kterým může had polknout vejce třikrát větší, než je průměr jeho hlavy. Po polknutí je vejce v hrdle rozbito specializovanými obratli, výživný obsah had polkne a skořápku vyvrhne. Samice klade dvě snůšky, ve kterých může být 6 až 25 vajec. V zajetí se může vejcožrout africký dožít věku přes 22 let.
Podle Mezinárodního svazu ochrany přírody je vejcožrout africký hodnocen jako málo dotčený druh, převážně pro toleranci množství biotopů a také široký areál výskytu. I přesto se nicméně objevuje úbytek druhu následkem ztráty přirozeného prostředí nebo pronásledování pro obchod se zvířaty.

## Chov v zoo
Tento druh byl na počátku roku 2022 chován podle databáze Zootierliste ve 12 evropských zoo, včetně dvou českých:
- Zoopark Chomutov
- Zoopark Zájezd